# フランス軍政下のフェザーン

フェザーン・ガダーミス軍事地域
Territoire militaire du Fezzan-Ghadamès (フランス語)
Military Territory of Fezzan-Ghadames (英語)
إقليم العسكرية من فزان-غدامس (アラビア語)

第二次世界大戦中のリビアの地図

フェザーン・ガダーミス軍事地域（フェザーン・ガダーミスぐんじちいき）は、旧イタリア領リビアの南部にあり、1943年から1951年のリビア独立までフランスが占領・統治した地域である。連合国統治下のリビアの一部であった。
フランス領チャドの自由フランス軍は、1943年に旧イタリア領リビアであった地域を占領し、フェザーンをフランス領北アフリカに行政的に併合するよう何度か要請した。
イギリス政府は、リビアで必要な公務員の養成を開始した。しかし、トリポリではイタリア人行政官が引き続き雇用されていた。イタリアの法規範は戦争期間中も有効であった。人口の少ないフェザーン地方では、フランス軍政がイギリスの作戦に対抗する形で編成された。イギリスの承認を得て、自由フランス軍はチャドから北上し、1943年1月に領有権を獲得した。フランス軍政はサバに駐在する幕僚によって指揮されたが、その大部分はフェザーンの名士であるセイフ・アン・ナスル一族を通じて行使された。下層部では、アルジェリア・サハラでのフランスの慣例に従って、フランス軍司令官が軍事と民政の両面で行動した。西側では、ガートは南アルジェリアのフランス軍地域、ガダーミスは南チュニジアのフランス軍司令部に属し、フランスの目的は最終的にフェザーンをリビアから切り離すことかもしれないというリビア民族主義者の恐怖を引き起こした。
1951年12月24日、フェザーンはトリポリタニア、キレナイカと統合し、リビア連合王国を形成した。国際連合を通じて独立を果たした最初の国であり、アフリカの旧ヨーロッパ領の国の中で最初に独立を果たした国の一つである。

## 脚注

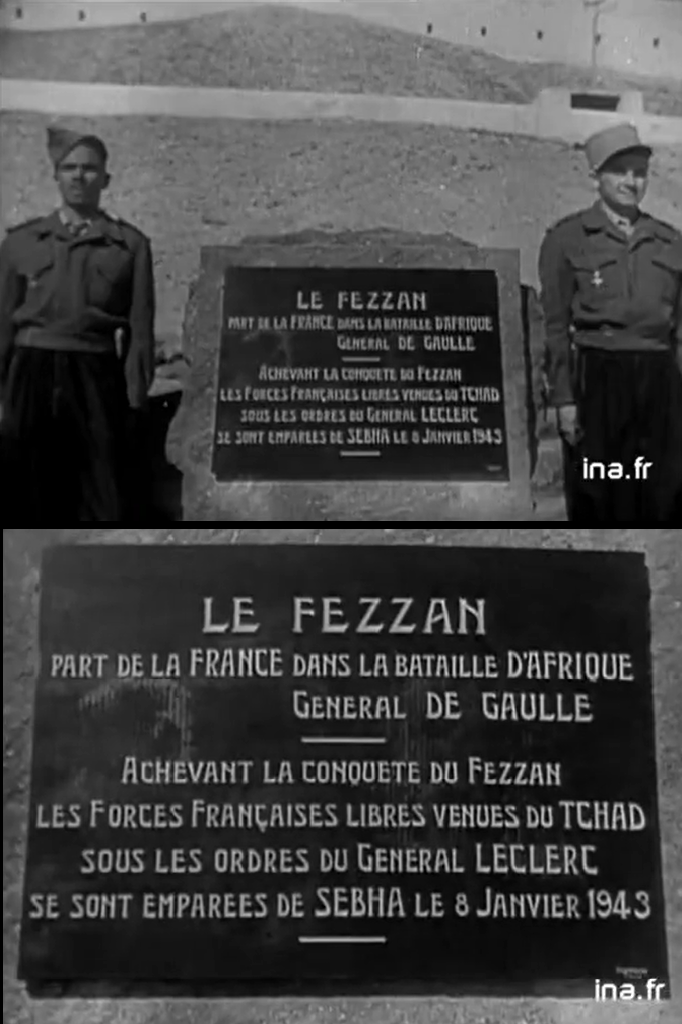
1943年の自由フランス軍によるセブハ攻略を記念した石碑の落成式